# 保呂羽山の霜月神楽
保呂羽山の霜月神楽（ほろわさんのしもつきかぐら）は、秋田県横手市大森町八沢木の保呂羽山波宇志別神社に伝わる民俗芸能の霜月神楽である。
霜月神楽は元は名前の通り霜月（旧暦11月）に行われる、神に収獲を感謝するための神楽で、元は旧暦11月7日・8日に行われていたが、現在は新暦の同日に行われている。保呂羽山の霜月神楽は湯立神楽に属する。波宇志別神社社家・大友家に縁のある近郊の神職らが集まって神楽を行う「寄合神楽」であり、寄合神楽の形態を伝える貴重な祭事である。
1977年5月17日に重要無形民俗文化財に指定された。